# Carmine Giovinazzo

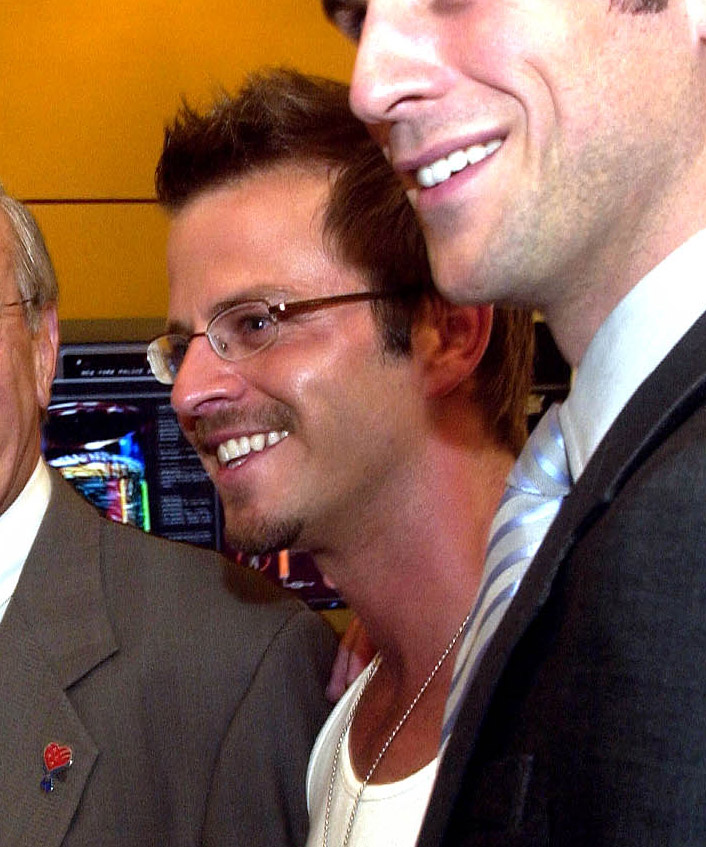
Carmine Giovinazzo (2005)

Carmine Dominick Giovinazzo (* 24. August 1973 auf Staten Island, New York) ist ein US-amerikanischer Schauspieler.

## Biographie
Carmine Giovinazzo besuchte die Port Richmond Public High School und das Wagner College. Außerdem betrieb er Leichtathletik und spielt Baseball und Hockey. Sein erster Berufswunsch war, Profi-Baseballspieler zu werden, aber nachdem er sich im College eine Rückenverletzung zugezogen hatte, konzentrierte er sich fortan auf eine Schauspielkarriere. An der New York University (NYU) drehte er zahlreiche Kurzfilme und verschiedene Independentfilme. 1997 zog er nach Los Angeles und engagierte einen Manager. Kurz danach bekam er bei seinem ersten Vorsprechen die Rolle eines Schülers im Pilotfilm von Buffy – Im Bann der Dämonen.
Vor seinem Durchbruch hatte Giovinazzo einige Gastauftritte in Filmen wie Billy’s Hollywood Screen Kiss, Aus Liebe zum Spiel und Black Hawk Down. Im Jahr 1999 hatte er eine eigene Sitcom mit dem Titel Shasta McNasty. Er stand mit William H. Macy in In Enemy Hands vor der Kamera. In dem Independentfilm The Red Zone hatte er eine Hauptrolle und spielte neben Freddy Rodríguez und Peter Dobson.
Von 2004 bis 2013 spielte Giovinazzo Danny Messer in der Serie CSI: NY. Er war damit der erste Darsteller, der in allen drei CSI-Serien mitgespielt hat. Er war in der ersten Folge der 3. Staffel von CSI: Den Tätern auf der Spur und im Backdoor-Pilot der Serie CSI: NY in der 23. Folge der 2. Staffel von CSI: Miami als Danny Messer zu sehen.
Er ist Mitglied der Band Ceesau.
Giovinazzo stammt aus einer Polizisten-Familie. Sein Vater, seine Schwester und sein Schwager waren bei der New Yorker Polizei.
Seit Juli 2010 war Giovinazzo mit der Schauspielerin Vanessa Marcil verheiratet, die einen Sohn aus einer früheren Beziehung mit Brian Austin Green hat. Marcil reichte im Sommer 2012 die Scheidung ein, die im Frühjahr 2013 vollzogen wurde.

## Filmografie (Auswahl)

### Filme
- 1996: Unter Brüdern (No Way Home)
- 1999: Die Akte Romero (The Big Brass Ring)
- 1999: Aus Liebe zum Spiel (For Love of the Game)
- 2000: Der Makler
- 2001: Black Hawk Down
- 2004: U-Boat (In Enemy Hands)
- 2005: The Red Zone
- 2008: This Is not a Test
- 2013: Duke
- 2022: 892

### Fernsehserien
- 1997: Buffy – Im Bann der Dämonen (Buffy the Vampire Slayer, Folge 1x01)
- 1997: Pacific Blue – Die Strandpolizei (Pacific Blue, Folge 3x08)
- 1999: Providence (Folge 1x17)
- 1999: Shasta McNasty (22 Folgen)
- 2002: CSI: Den Tätern auf der Spur (CSI: Crime Scene Inverstigation, Folge 3x01)
- 2002: Birds of Prey (Folge 1x04)
- 2003: Columbo: Die letzte Party (Columbo Likes the Nightlife)
- 2004: The Guardian – Retter mit Herz (The Guardian, Folge 3x03)
- 2004: CSI: Miami (Folge 2x23)
- 2004–2013: CSI: NY (197 Folgen)
- 2014–2015: Graceland (9 Folgen)
- 2015: The Player (Folge 1x04)
- 2016: Criminal Minds (Folge 11x15)
- 2020: Chicago Med (Folge 5x16)
- 2022: The Offer
- 2023: High Desert (4 Folgen)

## Videospiele
- 2008: CSI: NY (Detective Danny Messer Synchronisation)